# العقرب (فلم)
العقرب هو فيلم دراما مصري من إخراج عادل عوض  وإنتاج هاني جرجس فوزي  وبطولة شريهان، كمال الشناوي، صلاح قابيل، رجاء الجداوي ومحمد متولي.

## نبذه
يتزوج رجل الأعمال فودة من ناهد دون إنجاب أطفال، ويتبنى الزوجان هبة من أحد الملاجيء لتنتقل من حياة التشرد للثراء. تطلب ناهد الطلاق من زوجها طارق بعد خيانته لها مع زوجة صديقه ويشجعها الرسام ماهر صديق الأسرة على ذلك، تدفع هبة حبيبها السائق حسن لقتل ناهد بعد اكتشاف أنها طفلة بالتبني.

## طاقم العمل
- شريهان بدور ريهام- هبة
- كمال الشناوي بدور طارق
- صلاح قابيل بدور ماهر
- رجاء الجداوي بدور ناهد
- محمد متولي بدور جلال

## وصلات خارجية
- مقالات تستعمل روابط فنية بلا صلة مع ويكي بيانات